# Centrale hydroélectrique de Vic-sur-Cère
Le barrage de Vic-sur-Cère est une petite retenue qui a été mise en service en juin 1897, ce qui en fait une des plus vieilles centrales hydroélectriques qui aient été construites pour la production d'électricité domestique. 
Ce prototype a fonctionné une cinquantaine d'années jusqu'en 1925.

## Localisation
L'usine hydroélectrique était établie à l'emplacement d'un ancien moulin à blé, en aval des gorges du Pas de Cère, un affluent de la Dordogne, sur la commune de Thiézac, dans le département du Cantal.
On peut toujours voir le lieu d'installation de la turbine et les restes du barrage en amont de la passerelle du Pas de Cère.

## Histoire
L'installation a été construite sur des terrains loués à un propriétaire privé, à l'initiative d'une société constituée par MM. Claude ROUGIER et Paulin GAUTHIER, respectivement banquier et ingénieur civil à Mauriac, en vue de la production d'électricité domestique à Vic-sur-Cère. Elle a donné lieu à une autorisation du service des Ponts-et-Chaussées pour l'utilisation de l'eau, et, pour la fourniture du service public, à une concession communale par contrat du 18 juin 1897. Entrée en fonctionnement le 1er juin 1898, elle faisait de la ville une des premières de France dotée de l'électricité. Le réseau de distribution par fils aériens desservait d'abord quelques cafés et particuliers moyennant une redevance proportionnelle au nombre de leurs lampes, et, surtout, l'hôtel de cinquante chambres de la Compagnie d'Orléans, qui devait verser une somme de 2 600 francs par saison pour la fourniture du courant. 
Les prestations fournies n'étant pas à la hauteur de ses attentes, la Compagnie y renoncera cependant dès la fin de l'année 1898 pour installer un groupe électrogène remplaçant son fournisseur défaillant.
Après plusieurs péripéties juridiques, et notamment deux faillites , Paulin Gauthier cédera la concession à Joseph Tournier, clerc de notaire à Vic, qui sera par la suite président du syndicat d'initiative. L'usine électrique cessera définitivement son activité en 1925, date de l’arrivée du courant alternatif de la Compagnie du Bourbonnais.

## Caractéristiques
L'installation bénéficiait des recherches de l'ingénieur auvergnat Benoît Fourneyron.

### Turbine
Le canal de dérivation avait été cimenté, puis on avait creusé dans le moulin un puits où l'eau se déversait pour mouvoir une turbine hydraulique à axe vertical d'une puissance de 50 cv qui entraînait une dynamo.

### Courant
Ampèrage, voltage, puissance produite.

### Chute et réserve d'eau
- Hauteur de la chute:
- Volume du barrage :
- Épaisseur en pied :
- Épaisseur en crête :
- Longueur en crête :
- Volume de la retenue :
- Débit d'évacuation des crues :
- Évacuation des crues :
- Débit de vidange :
- Vidange :

### Archives
- Dossier du notaire Mabit sur l'usine hydro-électrique 1899-1900